# Кайл Беккер
Кайл Беккер (англ. Kyle Bekker, нар. 2 вересня 1990, Оквілл) — канадський футболіст, півзахисник клубу «Фордж» та національної збірної Канади. Виступав також за низку канадських і американських клубів.

## Клубна кар'єра
Кайл Беккер народився 1990 року в місті Оквілл. Займався в юнацьких командах футбольних клубів «Оквілл Блустарз», «Міссіссауга Діксі Домінатор» та «Сігма», під час навчання в коледжі в США грав за команду «Бостон Коледж Іглз».
У професійному футболі Беккер дебютував 2013 року виступами за команду Major League Soccer «Торонто», в якій грав до 2014 року, взявши участь у 29 матчах чемпіонату. У 2015 році футболіст грав у складі іншої команди Major League Soccer «Даллас», проте протягом року перейшов до канадської команди ліги «Монреаль Імпакт», у складі якої грав до кінця 2016 року.
У 2017 році Кайл Беккер став гравцем команди Північноамериканської футбольної ліги «Сан-Франциско Делтаз», а в 2018 році грав у складі команди USL «Північна Кароліна».
З 2019 року Кайл Беккер грає у складі канадського клубу «Фордж». Протягом цього часу футболіст у складі клубу став чотириразовим переможцем Прем'єр-ліги Канади.

## Виступи за збірні
У 2012 році Кайл Беккер грав у складі молодіжної збірної Канади. На молодіжному рівні зіграв у 4 офіційних матчах.
У 2013 році Беккер дебютував у складі національної збірної Канади. У складі збірної футболіст був учасником розіграшу Золотого кубка КОНКАКАФ 2013 року у США, розіграшу Золотого кубка КОНКАКАФ 2015 року у США та Канаді. У складі національної збірної Беккер грав до 2017 року, загалом провів у її складі 18 матчів, у яких забитими голами не відзначився.

## Титули і досягнення
- Чемпіон Прем'єр-ліги Канади (4):

«Фордж»: 2019, 2020, 2022, 2023